# Gare de Lamonzie-Saint-Martin
Pour les articles homonymes, voir Gare de Saint-Martin.
La gare de Lamonzie-Saint-Martin est une gare ferroviaire française de la ligne de Libourne au Buisson, située sur le territoire de la commune de Lamonzie-Saint-Martin, dans le département de la Dordogne, en région Nouvelle-Aquitaine.
C'est une halte ferroviaire de la Société nationale des chemins de fer français (SNCF), desservie par des trains TER Nouvelle-Aquitaine.

## Situation ferroviaire
Établie à 27 m d'altitude, la gare de Lamonzie-Saint-Martin est située au point kilométrique (PK) 598,446 de la ligne de Libourne au Buisson, entre les gares ouvertes de Gardonne et de Bergerac.

## Histoire
La recette annuelle de la « gare de Lamonzie » est de 9 625 francs en 1881 et de 8 630 francs en 1882.

## Fréquentation
La fréquentation de la gare est détaillée dans le tableau ci-dessous :
|           | 2015  | 2016  | 2017 | 2018 | 2019 | 2020 | 2021 | 2022  | 2023  |
| --------- | ----- | ----- | ---- | ---- | ---- | ---- | ---- | ----- | ----- |
| Voyageurs | 1 321 | 1 289 | 646  | 601  | 750  | 300  | 841  | 1 899 | 7 468 |

## Service des voyageurs

### Accueil
Gare SNCF, c'est un point d'arrêt non géré (PANG) à entrée libre.

### Desserte
Lamonzie-Saint-Martin est desservie par des trains TER Nouvelle-Aquitaine qui effectuent des missions entre les gares de Bordeaux-Saint-Jean et de Bergerac ou Sarlat-la-Canéda.

### Intermodalité
La halte est accessible à pied, il n'y a pas de possibilité de stationnement à proximité.

## Galerie de photos

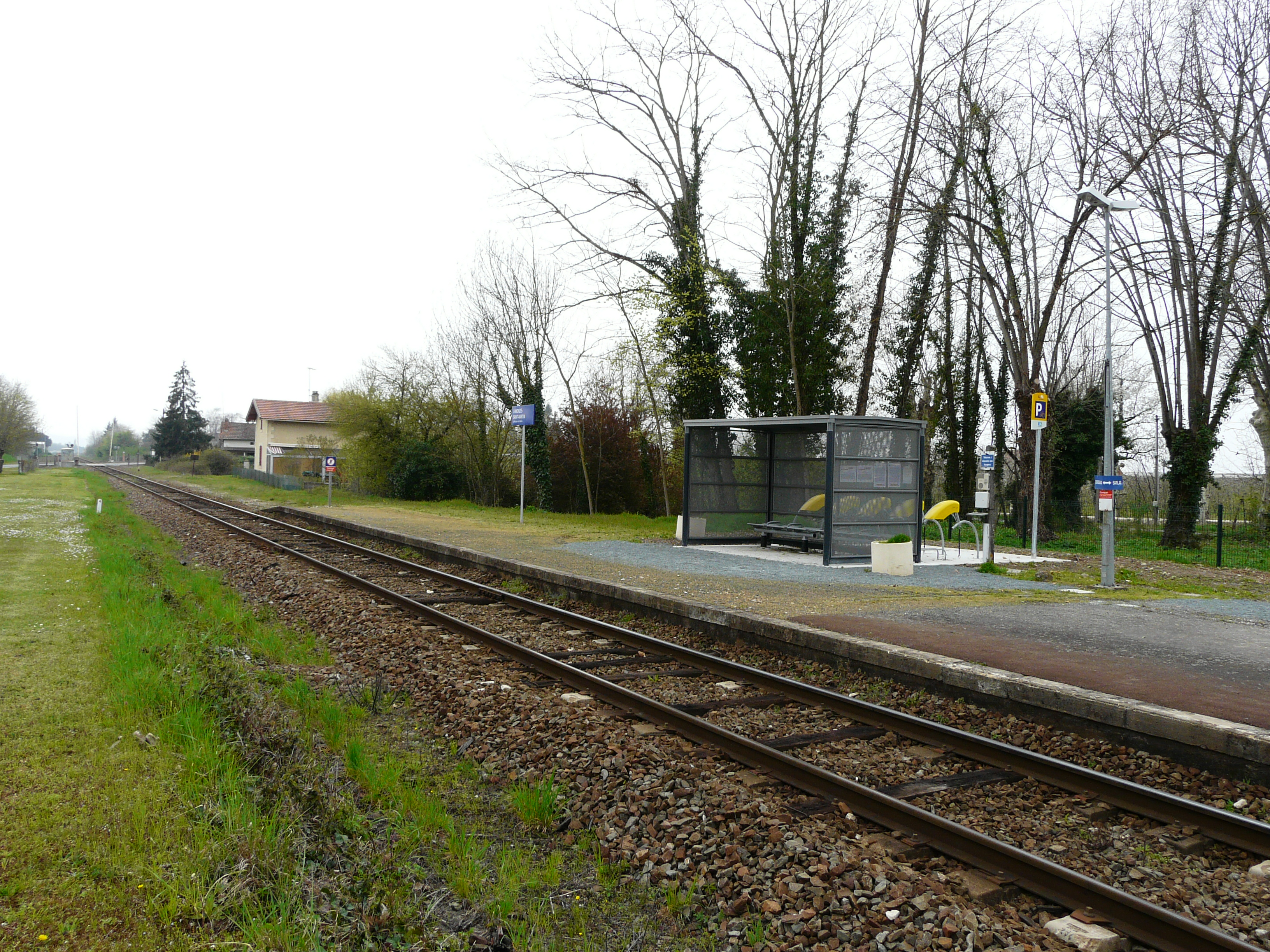
La voie en direction de Bordeaux.
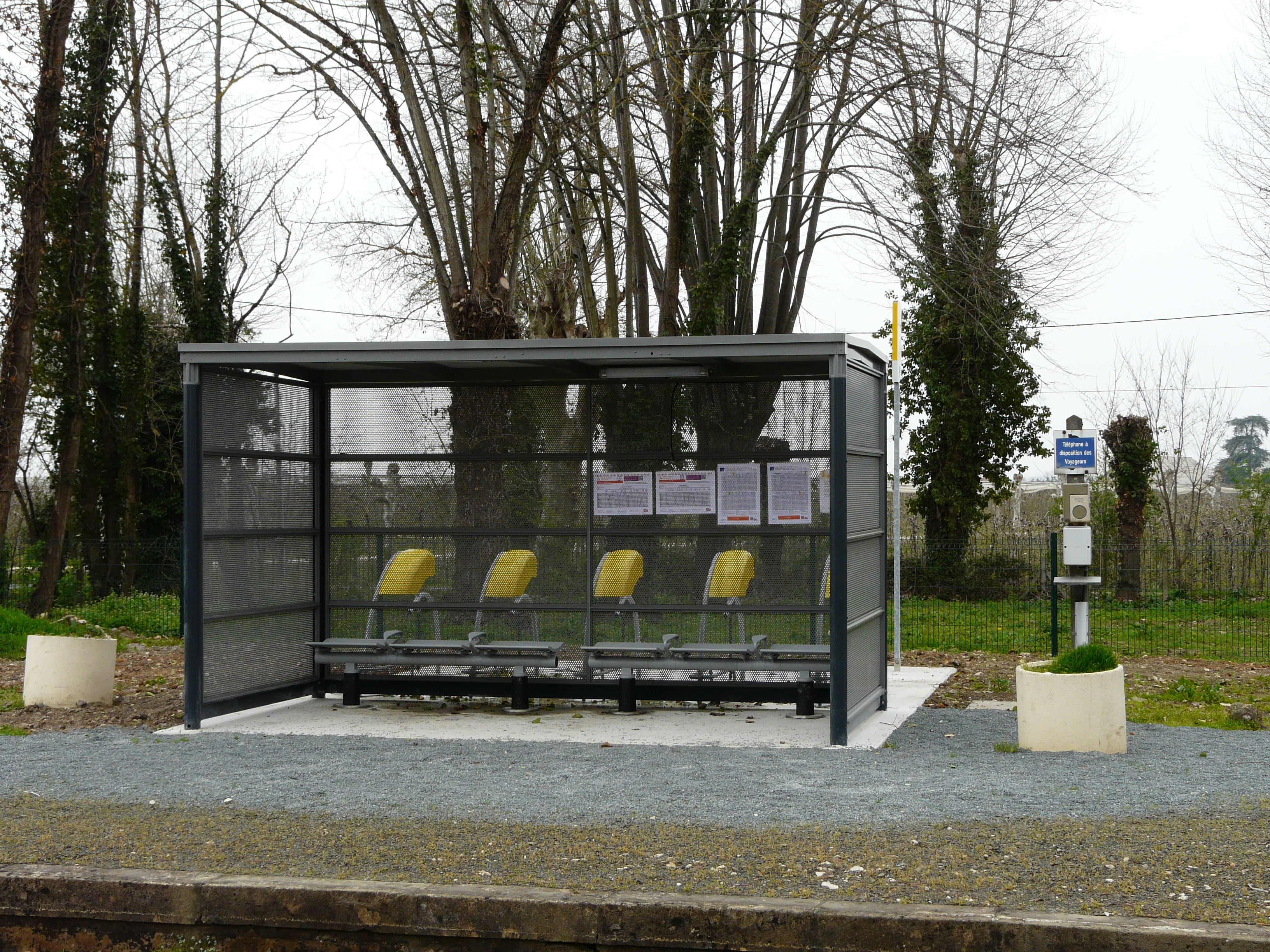
L'abri voyageurs.